# Henry Dunker

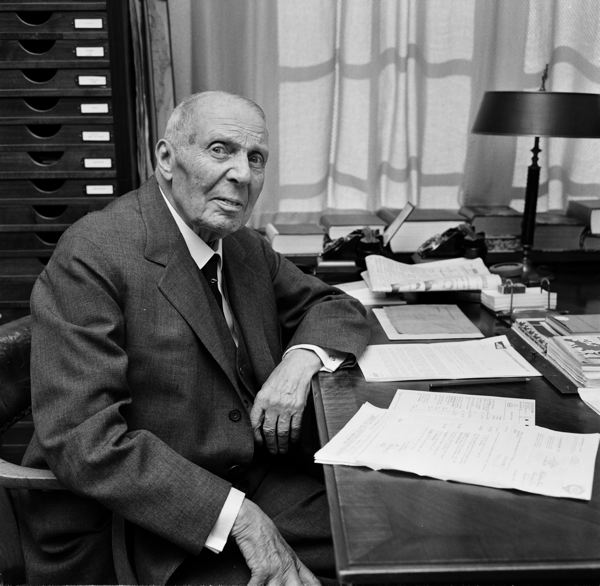
Henry Dunker vid nära 90 års ålder 1960.

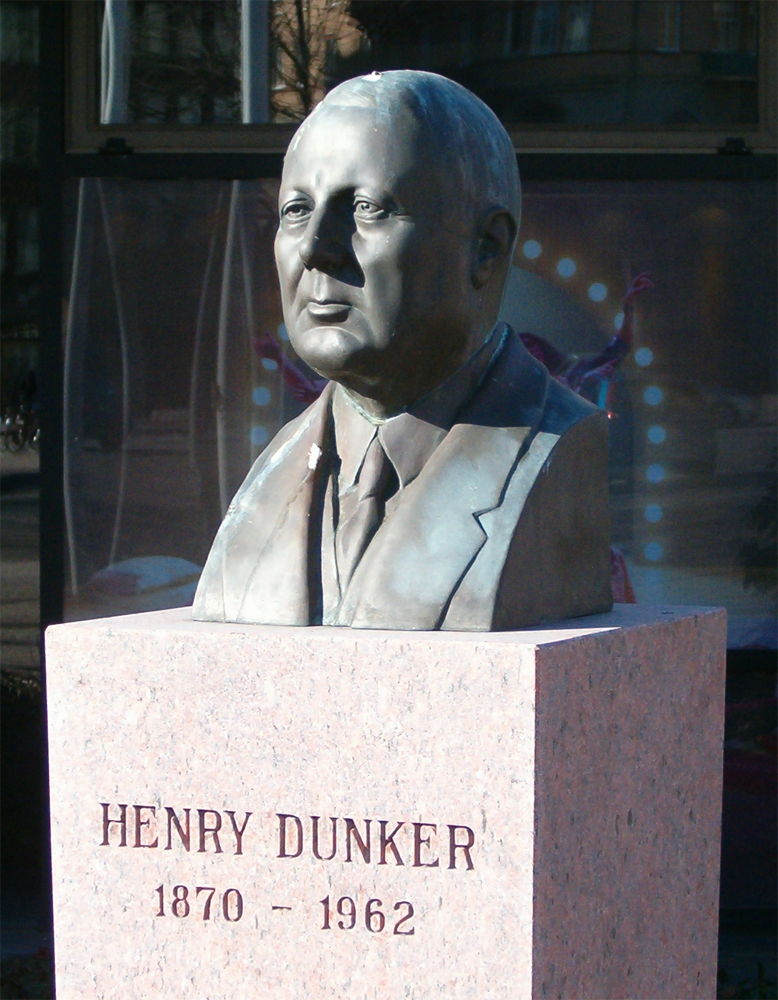
Byst av Henry Dunker utanför Stadsteatern i Helsingborg.

Henry Christian Louis Dunker, född 6 september 1870 i Esbjerg, Danmark, död 3 maj 1962 i Maria församling, Helsingborg, var en svensk företagsledare och donator. Hans far var en av grundarna till Helsingborgs Gummifabrik AB, sedermera Tretorn AB, som Henry Dunker vidareutvecklade till en internationell koncern.

## Biografi
Släkten Dunker har sitt ursprung i Schleswig-Holstein. Familjen bodde i Esbjerg i Danmark när sonen Henry föddes 1870. När Henry var två år gammal fick hans far, Johan Dunker, uppdrag att som hamningenjör leda byggandet av norra hamnen i Helsingborg, varvid familjen flyttade till staden. Dunker gick på Högre Allmänna Läroverket för Gossar i Helsingborg. Som ung skickades Henry Dunker till Tyskland för att praktisera på kontor och lära sig språk.

### Helsingborgs gummifabrik AB
1891 grundade fadern Helsingborgs gummifabrik AB, men galoscherna fabriken tillverkade höll inte tillräckligt bra kvalitet. Henry Dunker for då till Ryssland för att samla in kunskap om gummiframställning. Då hans visit i S:t Petersburg inte rönte någon framgång for han till Riga där han mötte kemisten Julius von Gerkan som var villig att hjälpa till med att förbättra Helsingborgsfabrikens gummi. Med dennes hjälp började företaget utvecklandet av det högkvalitativa Helsingborgsgummit. Henry Dunker själv lärde sig noga hur tillverkningen gick till så att han skulle kunna ersätta von Gerkan om denne skulle bli sjuk.
1894 övertog den 24-årige Henry Dunker fabriken och efterhand kunde den byggas ut. 1905 ombildade Dunkers tillsammans med Johan Kock gummifabriken Velox i Trelleborg till Trelleborgs gummifabrik. Genom ett nätverk av försäljningskontor, inte bara i Sverige utan även i Köpenhamn, Berlin och Wien, fick Dunker större kontroll över distributionskedjan. Med tiden utökades sortimentet med bollar, badmössor och däck. 1912 bildande Dunker en kartell, Galoschkartellen, med syfte att öka konkurrenskraften utomlands, därmed kunde priserna sänkas utomlands på bekostnad av höjda priser i Sverige. Vid depressionen skyddade vissa länder den inhemska produktionen med tullar och importförbud. Detta gjorde att Dunker startade dotterfabriker i Helsingör och Hamburg. AB Helsingborgs gummifabrik hade nu blivit en internationell koncern och bytte då namn till Tretorn AB.
Efterfrågan på gummivaror ökade ständigt och produktionen innefattade nu inte bara gummiskor och bildäck utan även cykeldäck, regnkläder, gymnastikskor, gummiband med mera. Detta resulterade under 1940-talet i att Henry Dunker blev Sveriges rikaste person. På 1920-talet byggde han en villa med utsikt över Öresund på norra landborgen i Helsingborg. Denna gav han namnet "Hevea" – det vetenskapliga namnet på släktet gummiträd.

### Filantropen Dunker
Henry Dunker visade stor omsorg om sina arbetare, vilka han gav fri sjukvård och subventionerad medicin. I en fabrik lade han trägolv enbart för att skona arbetarnas ryggar. 1911 startade han dessutom ett företagsdaghem vid namn Barnkrubban för sina anställda.
Vid sin död testamenterade han sin förmögenhet till Henry och Gerda Dunkers donationsfond och Henry och Gerda Dunkers stiftelse. Pengarna skulle användas för att främja Helsingborgs kulturella liv. Tillsammans äger fonden och stiftelsen aktiemajoriteten i Trelleborg AB. Pengar från donationsfonden har bidragit till Helsingborgs stadsteater, Kulturmagasinet på Fredriksdal i Helsingborg, läktare på Olympia och Dunkers kulturhus. Avkastningen från stiftelsen går till att driva Dunkerska sjukhemmet på Villa Hevea.
Hans gravvård återfinns på Donationskyrkogården i Helsingborg.

## Utmärkelser, ledamotskap och priser
- Ledamot av Vetenskapssocieteten i Lund (LVSL)[7]